# Nagroda Saturn w kategorii najlepszy aktor telewizyjny

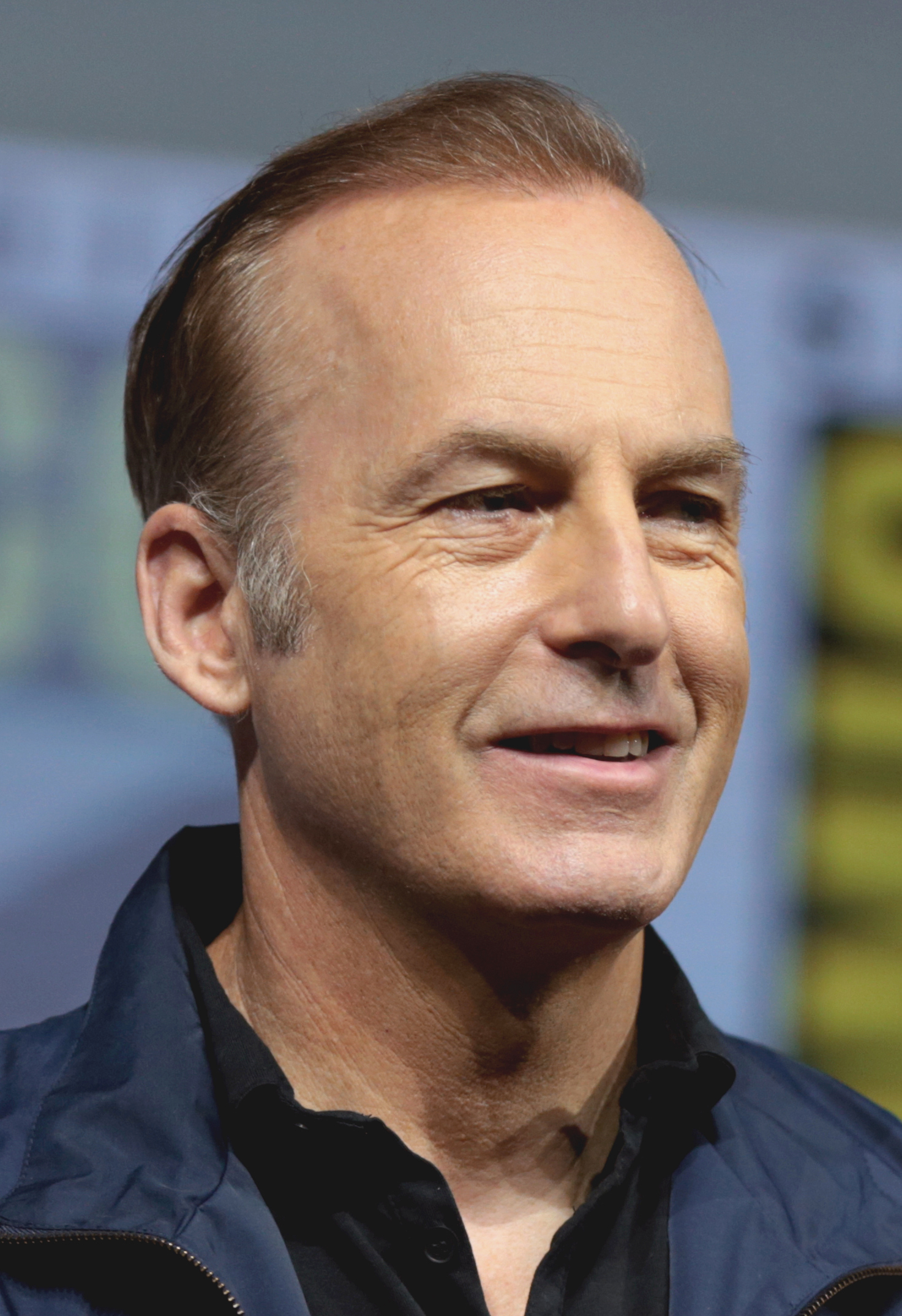
Nagroda Saturn w kategorii najlepszy aktor telewizyjny.

Lista nagród Saturn w kategorii najlepszy aktor telewizyjny:
| Za rok | Dla                   | Tytuł oryginalny               | Tytuł polski                        |
| ------ | --------------------- | ------------------------------ | ----------------------------------- |
| 1996   | Kyle Chandler         | Early Edition                  | Zdarzyło się jutro                  |
| 1997   | Steven Weber          | The Shining                    | Lśnienie                            |
| 1998   | Richard Dean Anderson | Stargate SG-1                  | Gwiezdne wrota                      |
| 1999   | David Boreanaz        | Angel                          | Anioł ciemności                     |
| 2000   | Robert Patrick        | The X-Files                    | Z Archiwum X                        |
| 2000   | Ben Browder           | Farscape                       | Ucieczka w kosmos                   |
| 2001   | Ben Browder           | Farscape                       | Ucieczka w kosmos                   |
| 2002   | David Boreanaz        | Angel                          | Anioł ciemności                     |
| 2003   | David Boreanaz        | Angel                          | Anioł ciemności                     |
| 2004   | Ben Browder           | Farscape: The Peacekeeper Wars | Ucieczka w kosmos i wojny rozjemców |
| 2005   | Matthew Fox           | Lost                           | Zagubieni                           |